# Alexander Nikolajewitsch Terenin
Alexander Nikolajewitsch Terenin (russisch Александр Николаевич Теренин; * 24. Apriljul. / 6. Mai 1896greg. in Kaluga; † 18. Januar 1967 in Moskau) war ein sowjetischer Physikochemiker und Hochschullehrer, der auf den Gebieten der Photochemie und der Photophysik tätig war.

## Leben
Nach dem Schulbesuch in Kaluga kam Terenin 1914 nach Petrograd und begann das Studium am Petrograder Psychologischen Institut. Im Ersten Weltkrieg wurde er 1915 zur Kaiserlich Russischen Armee eingezogen und diente im wissenschaftlich-technischen Laboratorium des Kriegsministeriums. 1917 wurde er demobilisiert. Nach der Oktoberrevolution studierte er ab 1918 an der physikalisch-mathematischen Fakultät der Universität Petrograd. Terenin studierte Anfang der 1920er Jahre bei Peter Pringsheim.
Nach dem Abschluss des Studiums 1922 blieb er an der Universität Leningrad zunächst als Assistent. Mit Jewgeni Fjodorowitsch Gross untersuchte er 1926 die Spektrallinien von optisch angeregtem Quecksilberdampf. Er wurde dann Doktor der physikalisch-mathematischen Wissenschaften, Professor, Leiter des Lehrstuhls für Biophysik, Laboratoriumsleiter und Leiter der Abteilung für Photonik des Physikalischen Instituts der Universität Leningrad. Alexander Abramowitsch Krasnowski und Bertold Samuilowitsch Neporent gehörten zu seinen Schülern.
Bereits während des Studiums arbeitete Terenin ab 1919 zunächst als Laborant im Leningrader Optik-Institut (GOI). Dort wurde 1921 Assistent, 1926 Physiker, 1932 Gruppenleiter, 1937 Laboratoriumsleiter, 1941 Abteilungsleiter, 1945 Vizedirektor und 1956 wieder Abteilungsleiter. Sein Lehrer war dort Dmitri Sergejewitsch Roschdestwenski gewesen.
Terenin war 1932 zum Korrespondierenden Mitglied und 1939 zum Vollmitglied der Akademie der Wissenschaften der UdSSR (AN-SSSR, seit 1991 Russische Akademie der Wissenschaften (RAN)) gewählt worden.
Terenin machte bis in die 1960er Jahre wichtige Entdeckungen im Bereich der Photochemie und Photophysik. 1961 forschte er auf dem Gebiet der UV-photoelektronischen Spektroskopie.

## Ehrungen und Auszeichnungen
- 1939: Mitglied der Akademie der Wissenschaften der Sowjetunion
- Mitglied der Royal Society of Chemistry
- Mitglied der Société Chimique de France
- 1943: Orden des Roten Sterns
- 1945, 1953, 1954, 1961, 1966: Leninpreis
- 1946: Orden des Roten Banners der Arbeit
- 1946: Stalinpreis
- 1953: S.-I.-Wawilow-Goldmedaille für Physik[4]
- 1959: Ciamician-Goldmedaille
- 1960: Centenary Prize der Royal Society of Chemistry
- 1964: Finzen Gold Medal (England)[5]
- 1966: Held der Sozialistischen Arbeit[2]

## Veröffentlichungen
- La photoluminescense des molécules organiques à l’état gazeux. Acta Physica Polonica 1936, Warschau 1937, OCLC 833940411.